# Erkki Laatikainen

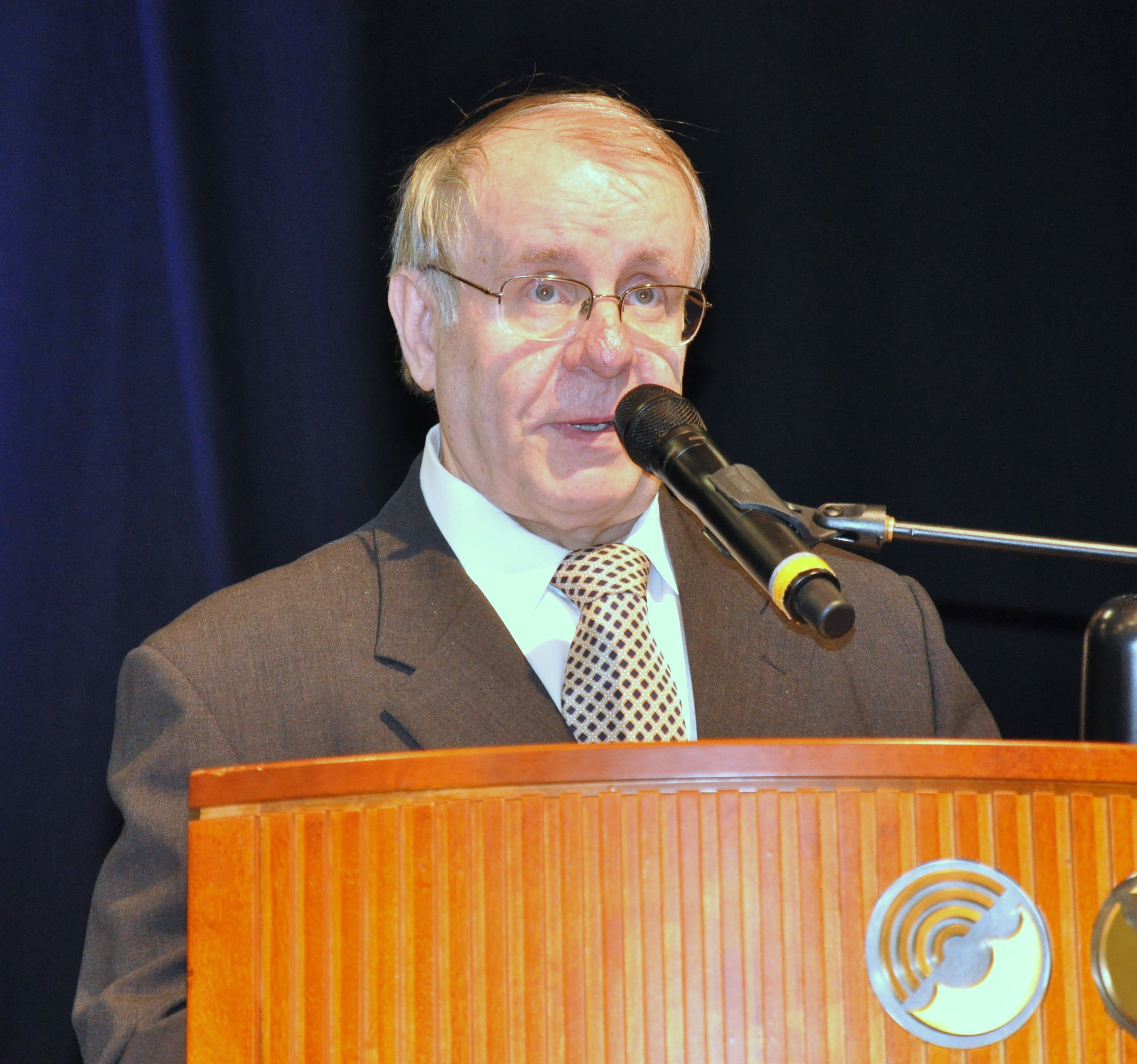
Erkki Laatikainen.

Erkki Laatikainen, född 6 augusti 1946 i Kaavi, död 15 februari 2013 i Jyväskylä, var en finländsk journalist. 
Laatikainen, som avlade socionomexamen 1968, var under hela sin journalistiska yrkesbana verksam vid Keskisuomalainen i Jyväskylä. Han var tidningens biträdande chefredaktör 1974–1975 och chefredaktör från 1975. Som ledarskribent på en av de största finskspråkiga landsortstidningarna ägnade sig Laatikainen främst åt inrikespolitiska analyser av stor opinionsbildande betydelse. Han tilldelades professors titel 1999.